# Раздорне
Раздорне (рос. Раздорное) — село у Красногвардєйському районі Бєлгородської області Російської Федерації.
Населення становить 635  осіб. Входить до складу муніципального утворення Веселовське сільське поселення.

## Історія
Населений пункт розташований у східній частині української суцільної етнічної території — східній Слобожанщині.
Згідно із законом від 20 грудня 2004 року № 159 від 20 грудня 2004 року органом місцевого самоврядування є Веселовське сільське поселення.

## Населення
| 2002 | 2010 |
| ---- | ---- |
| 663  | ↘635 |